# メアリー・リトルジョン
メアリー・リトルジョン（英語: Mary Cathaleen Littlejohn、1903年5月26日 - 1988年9月）は、カナダ、サウス・クロスビー出身のフィギュアスケート選手（女子シングル）。1932年レークプラシッドオリンピックカナダ代表。

## 主な戦績
| 大会/年      | 1931-32 |
| ------------ | ------- |
| オリンピック | 15      |
| 世界選手権   | 14      |